# René Müller
René Müller (Lipsia, 11 febbraio 1959) è un allenatore di calcio ed ex calciatore tedesco orientale, dal 1990 tedesco, di ruolo portiere.

## Carriera

### Club
Dopo aver iniziato a giocare a calcio nel BSG Aktivist Markkleeberg, nel 1970 si unì alle giovanili della Lokomotive Lipsia. Con la squadra sassone giocò fino al 1990 264 partite in DDR-Oberliga e vinse in tre occasioni la FDGB Pokal. In seguito vestì le maglie di Sachsen Lipsia, Dinamo Dresda e St. Pauli. Nel 1986 e nel 1987 fu eletto calciatore tedesco orientale dell'anno.

### Nazionale
Con la Germania Est collezionò 46 presenze. Debuttò il 15 febbraio 1984 ad Atene contro la Grecia (3-1) mentre giocò la sua ultima partita in Nazionale il 12 aprile 1989 a Magdeburgo contro la Turchia (0-2).

## Palmarès

### Giocatore

#### Club
- Coppa della Germania Est: 3

Lokomotive Lipsia: 1980-1981, 1985-1986, 1986-1987

#### Individuale
- Calciatore tedesco orientale dell'anno: 2

1986, 1987